# Gretchen Wilson
Gretchen Wilson, född 26 juni 1973 i Pocahontas i Illinois, är en amerikansk låtskrivare och countryartist. Hon slog igenom under första halvan av 2004 med albumet Here for the Party där hennes stora hitlåt "Redneck Woman" ingår. Andra kända låtar från albumet är "Here for the Party", som skivan är döpt efter, och "When I Think About Cheatin'".

## Diskografi
Studioalbum
- 2004 – Here for the Party
- 2005 – All Jacked Up
- 2007 – One of the Boys
- 2010 – I Got Your Country Right Here
- 2013 – Right on Time
- 2013 – Under the Covers
- 2017 – Ready to Get Rowdy

Livealbum
- 2014 – Still Here for the Party

Samlingsalbum
- 2010 – Greatest Hits
- 2012 – Playlist: The Very Best of Gretchen Wilson
- 2014 – Snapshot

Singlar (topp 50 på Billboard Hot Country Songs)
- 2004 – "Redneck Woman" (#1)
- 2004 – "Here for the Party" (#3)
- 2004 – "When I Think About Cheatin' " (#4)
- 2005 – "Homewrecker" (#2)
- 2005 – "All Jacked Up" (#8)
- 2005 – "I Don't Feel Like Loving You Today" (#22)
- 2006 – "Politically Uncorrect" (med Merle Haggard) (#23)
- 2006 – "California Girls" (#25)
- 2006 – "Come to Bed" (med John Rich) (#32)
- 2007 – "One of the Boys" (#35)
- 2008 – "Don't Do Me No Good" (#43)
- 2009 – "Work Hard, Play Harder" (#18)
- 2011 – "I'd Love to Be Your Last" (#47)

### Fotnoter
1. ↑  Per Bjurman (6 augusti 2004). ”Gretchen Wilson” (på svenska). Aftonbladet. https://www.aftonbladet.se/nojesbladet/musik/recensioner/article11211751.ab. Läst 22 januari 2018.